# Toul
Toul är en kommun i departementet Meurthe-et-Moselle i regionen Grand Est i nordöstra Frankrike. Kommunen ligger i kantonen Toul som tillhör arrondissementet Toul. Den ligger mellan Nancy och Commercy, vid floden Mosel. År 2022 hade Toul 15 570 invånare.
Toul har en äldre historia som sträcker sig åtminstone tillbaka till romartiden. Romarna kallade staden för Tullum Leucorum. Toul var ett biskopssäte från år 365 till år 1807. Förste biskop av Toul var Mansuetus.

## Bildgalleri

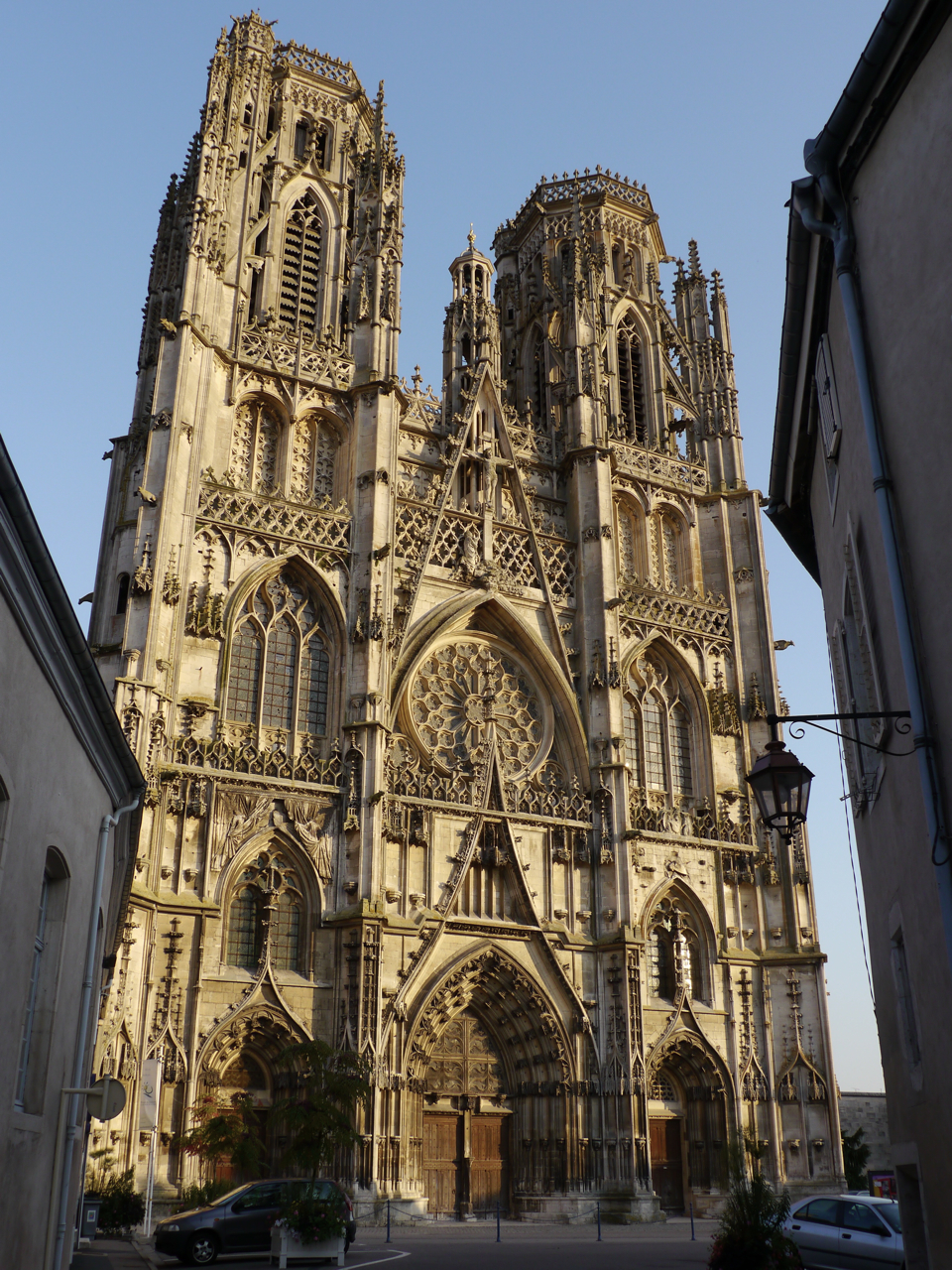
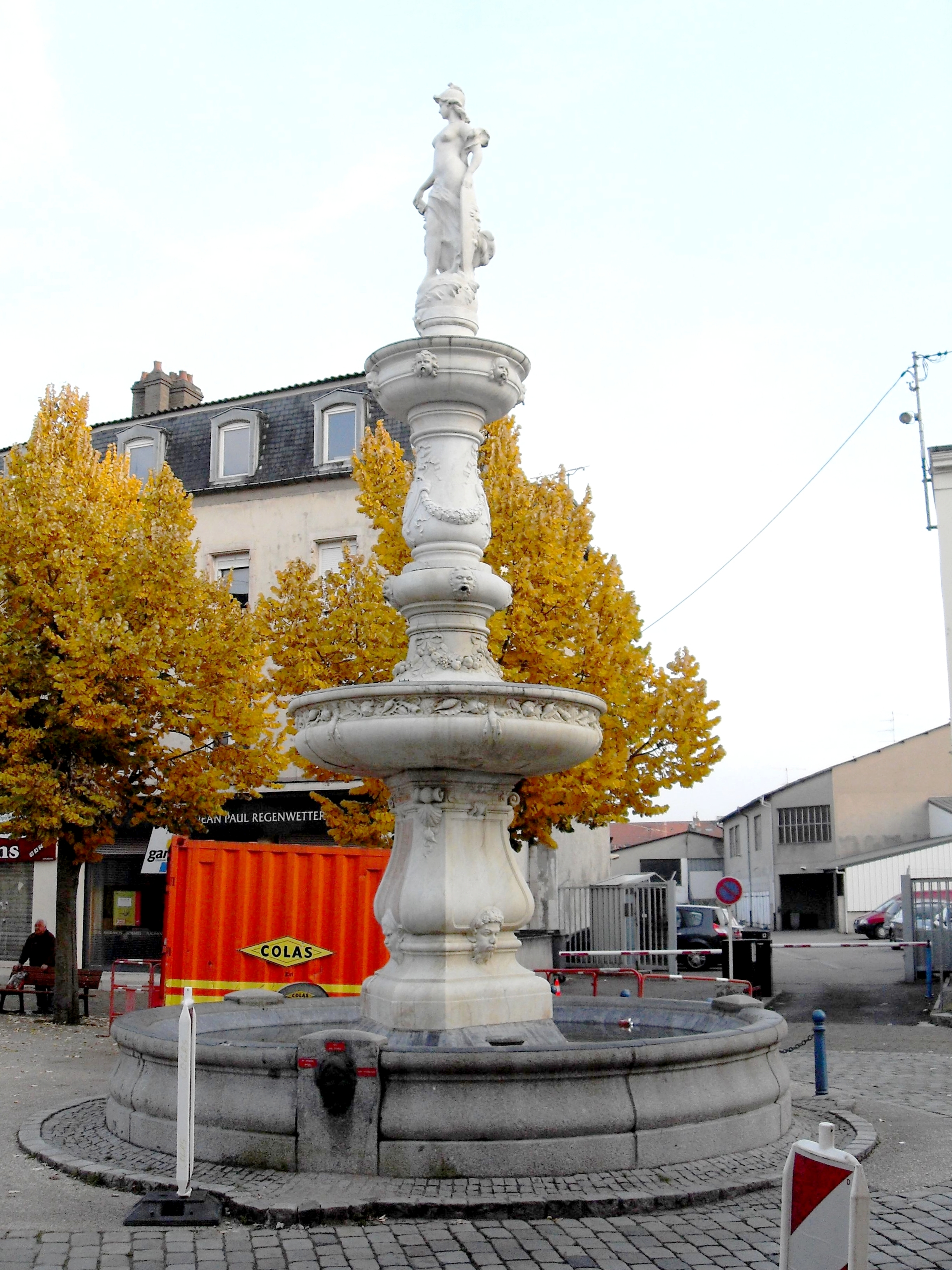
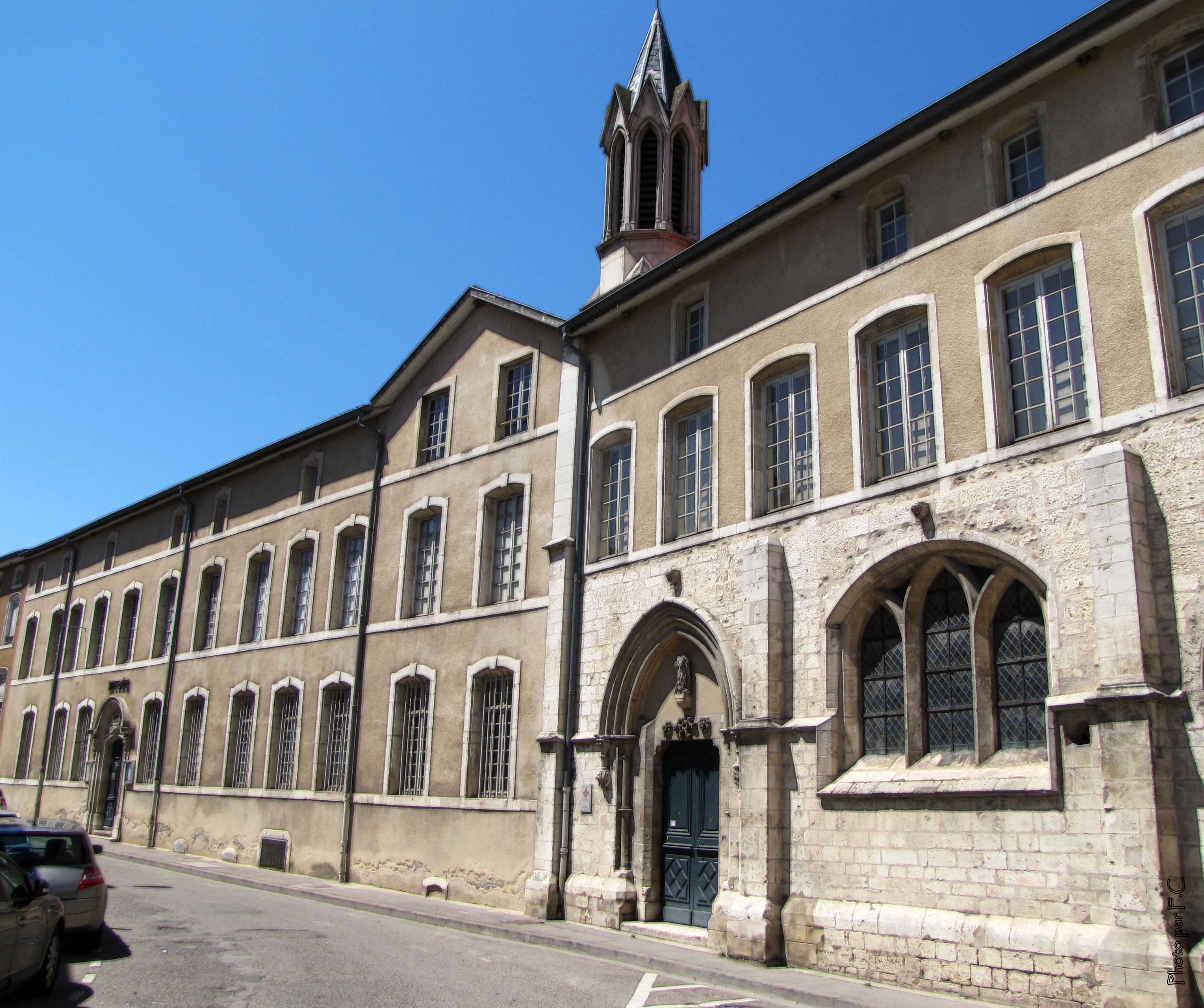

## Befolkningsutveckling
| Befolkningsutvecklingen i Toul 1968–2021 | Befolkningsutvecklingen i Toul 1968–2021 | Befolkningsutvecklingen i Toul 1968–2021 | Befolkningsutvecklingen i Toul 1968–2021 | Befolkningsutvecklingen i Toul 1968–2021 |
| ---------------------------------------- | ---------------------------------------- | ---------------------------------------- | ---------------------------------------- | ---------------------------------------- |
|                                          |                                          |                                          |                                          |                                          |
| År                                       |                                          |                                          | Folkmängd                                |                                          |
| 1968                                     | 1968                                     |                                          | 14 780                                   |                                          |
| 1975                                     | 1975                                     |                                          | 16 454                                   |                                          |
| 1982                                     | 1982                                     |                                          | 17 406                                   |                                          |
| 1990                                     | 1990                                     |                                          | 17 281                                   |                                          |
| 1999                                     | 1999                                     |                                          | 16 945                                   |                                          |
| 2007                                     | 2007                                     |                                          | 16 230                                   |                                          |
| 2015                                     | 2015                                     |                                          | 16 021                                   |                                          |
| 2021                                     | 2021                                     |                                          | 15 849                                   |                                          |